# História das Ilhas Cook

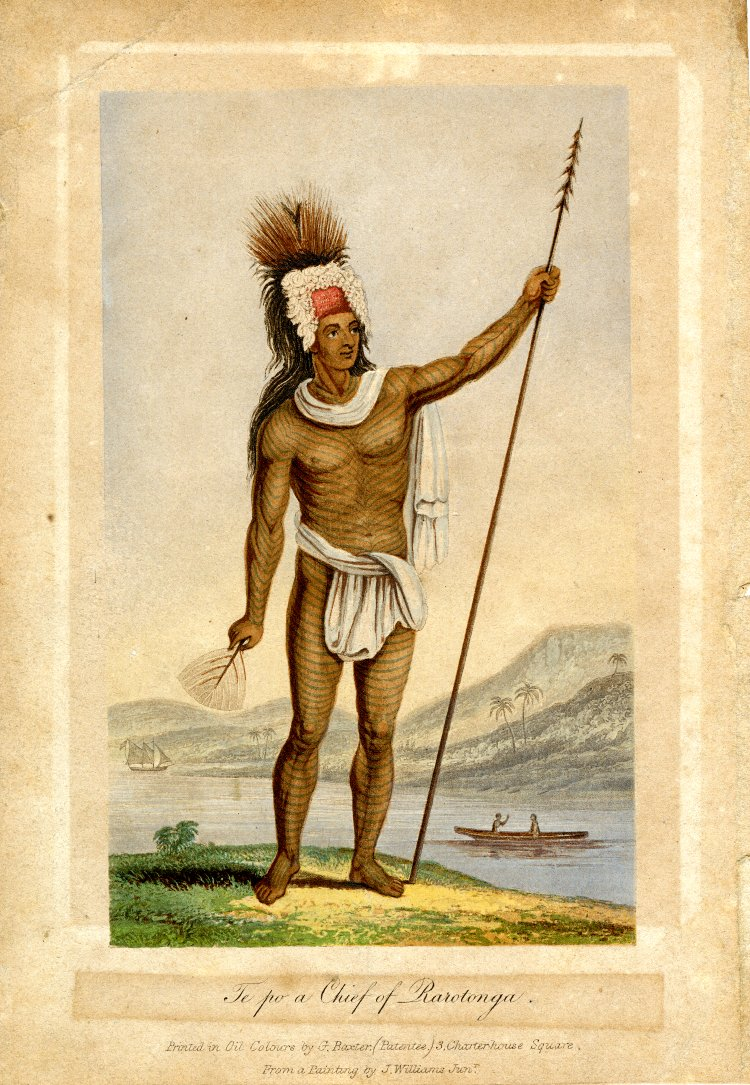
Pa te Pou Ariki, Chefe da tribo Takitumu, Rarotonga (c. 1837)

As Ilhas Cook são um arquipélago de quinze ilhas, assim denominadas a partir do início da década de 1880, em alusão ao Capitão James Cook, que lá esteve em 1773 e 1777. As Ilhas Cook tornaram-se um protetorado britânico em 1888.
Em 1900, o controle administrativo foi transferido para a Nova Zelândia; em 1965, os moradores escolheram um autogoverno associado à Nova Zelândia.
As quinze ilhas fazem parte de um grupo espalhado por uma vasta área na Oceania. A maior parte da ilha possui atol de corais baixos no Norte do Grupo, com Rarotonga, uma ilha volcânica no sul desse grupo, como centro do governo e principal administração do país. A principal língua das Ilhas Cook é o Maori Rarotongano. Há outras variações em dialeto em outras ilhas.

## História detalhada
As Ilhas Cook foram povoadas no século VI por povos da Polinésia, que haviam migrado do Taiti para o sudeste. O aumento demográfico das pequenas ilhas da Polinésia levaram essas migrações oceânicas. Esse teria sido o motivo das migrações, segundo a tradição, e isso teria levado a expedição de Ru, de Tupa'i na Polinésia Francesa, para a região de Aitutaki e Tangiia, também na Polinésia Francesa, e que teria levado ao povoamento de Rarotonga no século VIII. Algumas evidências disto é que a velha estrada de Toi, a Arua Metua que corta boa parte de Rarotonga, acredita-se que ela possui em torno de 1200 anos. De forma parecida, se acredita que as ilhas mais ao norte teriam sido povoadas por migrações vindo de Samoa e Tonga.
Embarcações espanholas chegaram às ilhas ao final do século XVI. O primeiro registro escrito sobre as ilhas refere-se à descoberta de Pukapuka pelo marinheiro espanhol Álvaro de Mendaña de Neira, em 1595, que a nomeou como San Bernardo. Outro espanhol, Pedro Fernandes de Queirós, é autor do primeiro registro de desembarque de uma tripulação nas Ilhas Cook, especificamente em Rakahanga, no ano de 1606, nomeando-a de Gente Hermosa.
O navegador britânico James Cook chegou em 1773 e 1777. Cook deu às ilhas o nome de Ilhas Hervey, mas o nome foi alterado, em memória do navegador, quando da publicação de uma carta de navegação russa, por volta de 1880, pelo Almirante Adam Johann von Krusenstern em seu Atlas de l'Ocean Pacifique. Capitão Cook navegou e mapeou grande parte do grupo de ilhas, mas surpreendemente ele nunca havia reparado na maior das ilhas, Rarotonga, e a única ilha em que ele desembarcou foi uma pequena e inabitada, a Ilha Palmerston
Em 1813, John Williams, um missionário da Endeavour, teve a primeira visão oficial da Ilha Rarotonga. O primeiro registro de desembarque de europeus foi em 1814 em Cumberland; uma briga eclodiu entre os marinheiros e os moradores da ilha e houve muitos mortos de ambos os lados.
As ilhas não tiveram mais visitas europeias até a chegada dos missionário ingleses em 1821. O cristianismo rapidamente foi absorvido pela cultura local e é visto até hoje.
Comerciantes de escravos peruanos, conhecidos como blackbirders, aterrorizaram as ilhas do norte entre 1862 e 1863. No início, os comerciantes recrutavam trabalhadores, mas com o tempo ele começaram a caçar e raptar vários moradores. As Ilhas Cook não foram as únicas ilhas que receberam essas visitas, mas o Atol Penrhyn teve um grande porto para os comerciantes e estima-se que 3/4 da população local foram levadas para El Callao, no Peru. Rakahanga e Pukapuka também sofreram grandes perdas.
O Reino de Rarotonga se tornou um protetorado britânico a pedido da Rainha Makea Takau Ariki em 1888, uma tentativa de fugir do expansionismo francês. Depois foram transferidos para a administração da Nova Zelândia em 1901. Eles se mantiveram como protetorado da Nova Zelândia até 1965, quando decidiram ter um governo próprio com associação livre com a Nova Zelândia. O primeiro Primeiro Ministro, Sir Albert Henry do Partido das Ilhas Cook, esteve no poder até 1978, quando foi acusado de manipulação de votos e substituído por Tom Davis, do Partido Democrático.

## Galeria

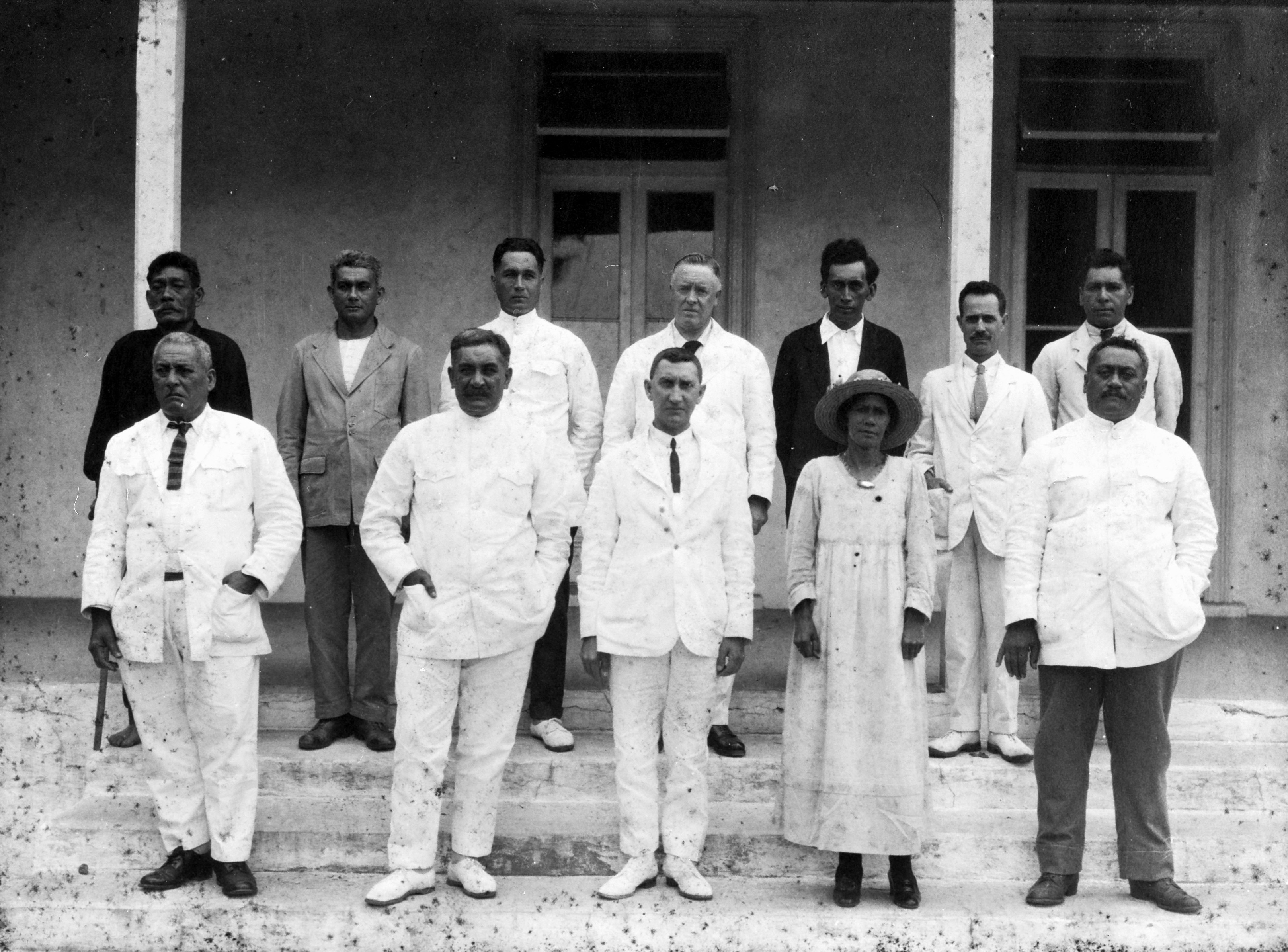
Conselho da Ilha Rarotonga (1923-1925)
Bandeira do Reino de Rarotonga (1888-1893)
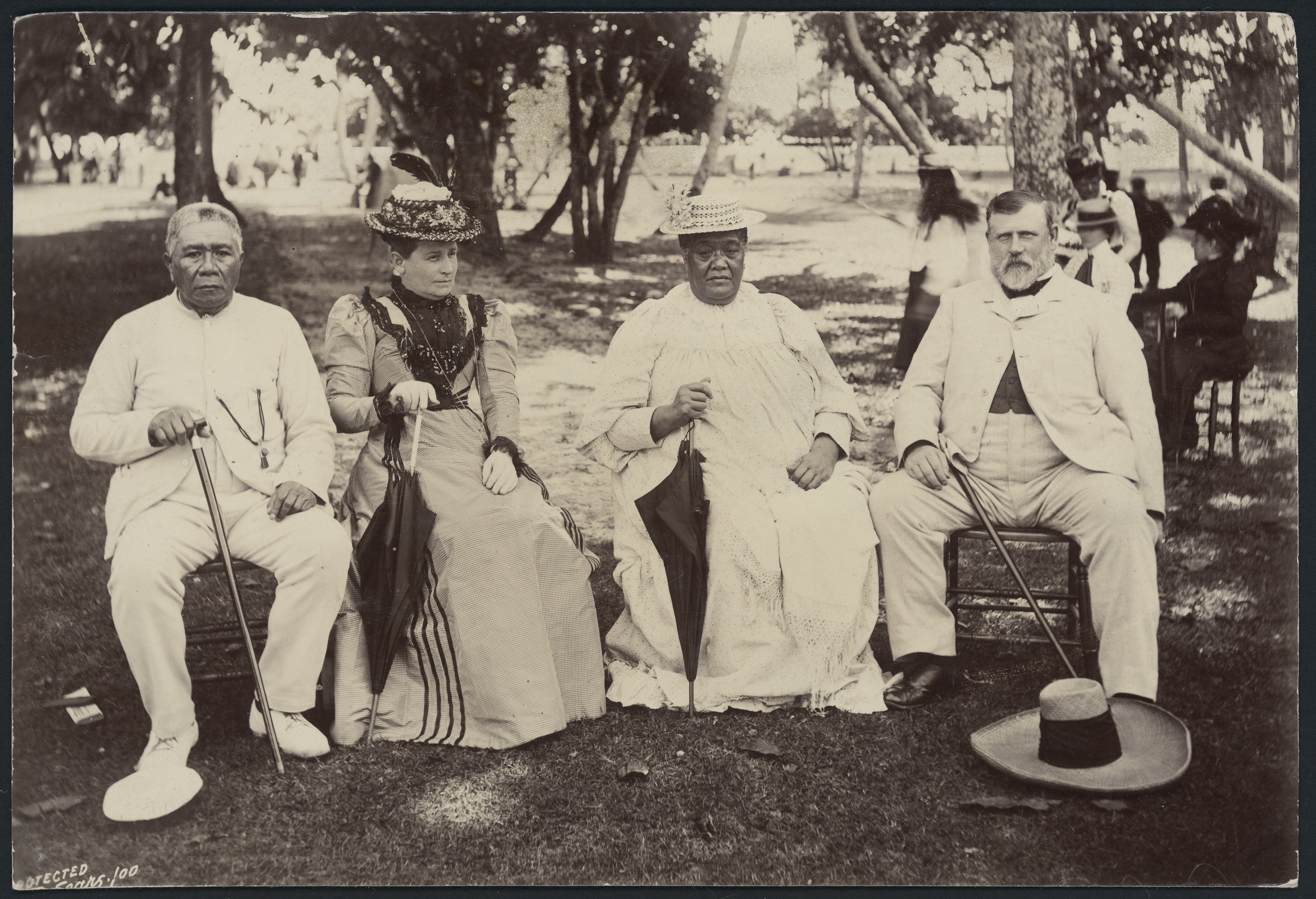
Ngamaru Rongitini, Sra. Seddon, Makea Takau, Sr. Seddon no Palácio Makea (1900)
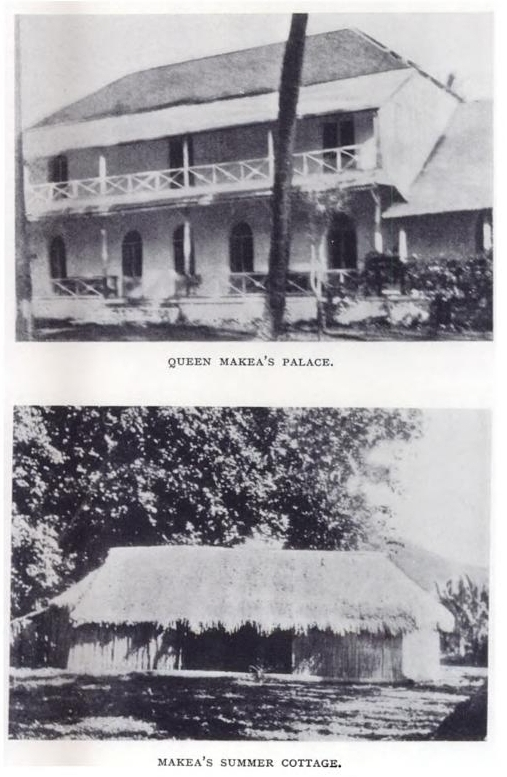
Palácio da Rainha Makea & Casa de Verão de Makea (1908)
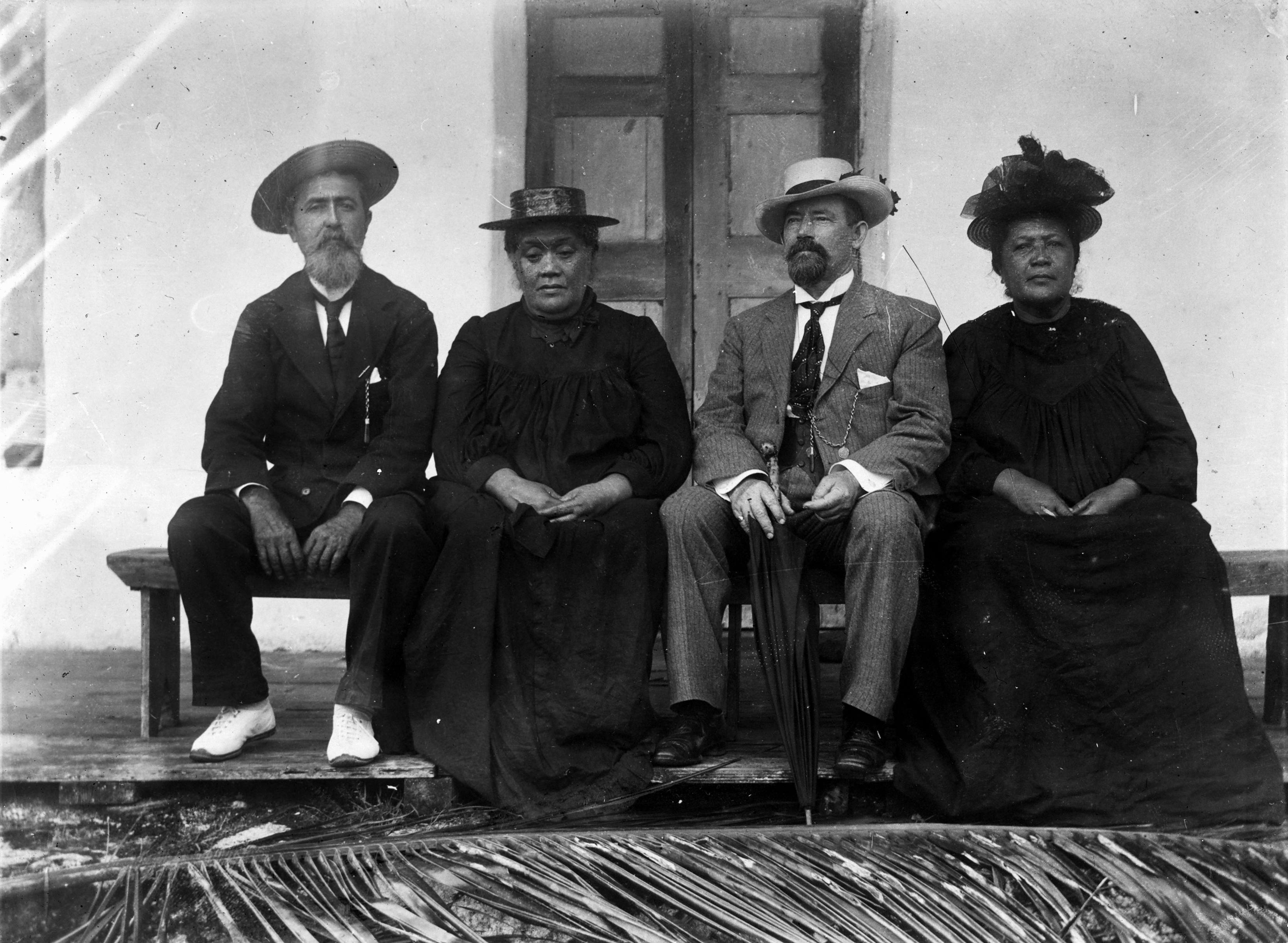
Pa Maretu Ariki, Makea Takau Ariki, H.C. Mills, Tinomana Mereana Ariki (1903)
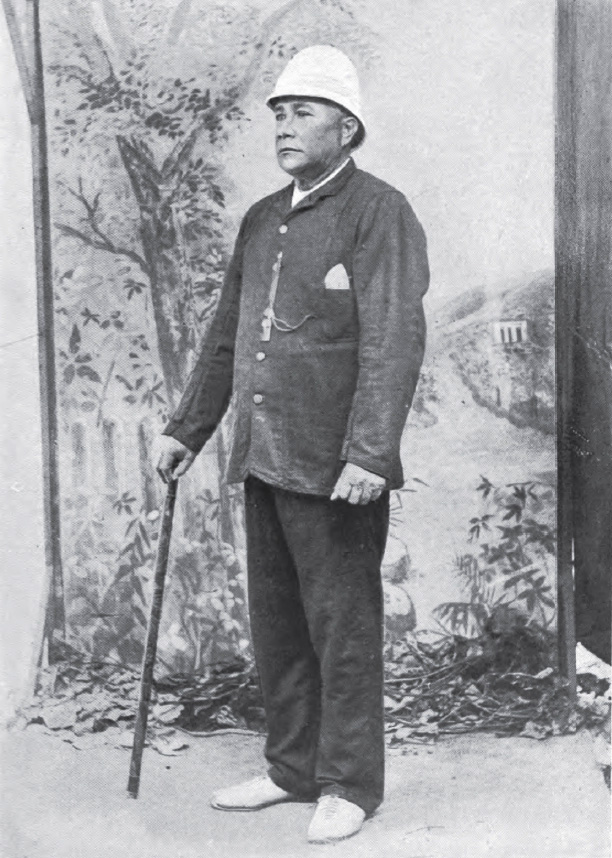
Príncipe Ngamaru, o Ariki de Atiu (1885)
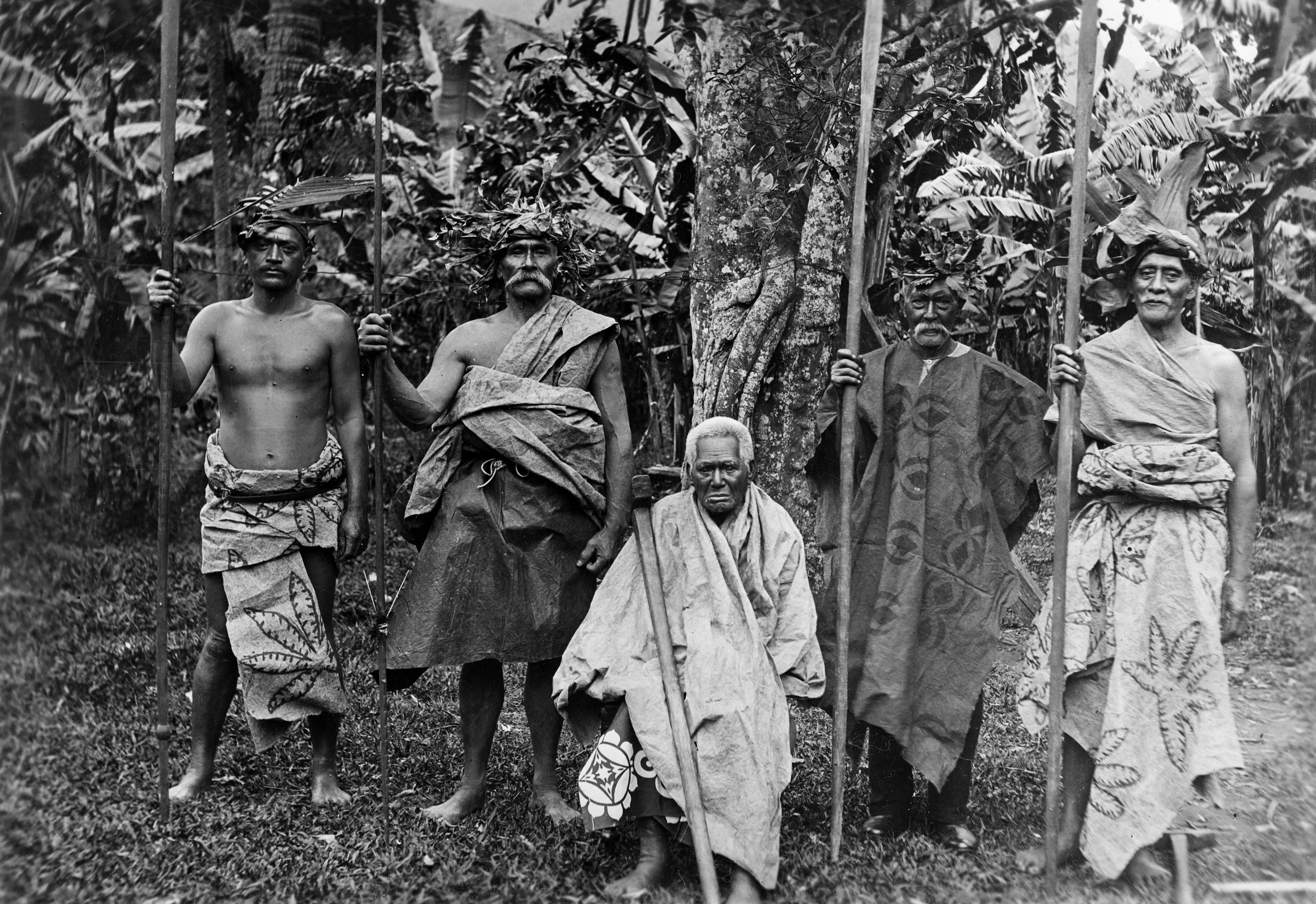
Makea Karika Tavake Ariki e anciões da tribo Karika, Rarotonga (1888-1910)
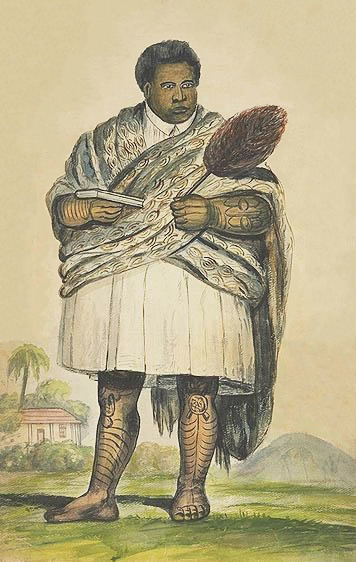
Makea Pori Ariki, Chefe de Te-au-o-tonga, Rarotonga (1837)

Atualmente, as Ilhas Cook são essencialmente independente (autogestão em associação livre com a Nova Zelândia), mas ainda estão sob a soberania da Nova Zelândia. A Nova Zelândia é responsável pela relações exteriores e defesa das ilhas. As Ilhas Cook são uma das três dependências da Nova Zelândia, ao lado de Tokelau e Niue.
Em 11 de Junho de 1980, os Estados Unidos da América assinaram um tratado com a Nova Zelândia especificando um limite marítimo  entre as Ilhas Cook e a Samoa Americana e também pedia que o mesmo fosse feito com a Ilha Penrhyn, Pukapuka, Manihiki e Rakahanga. Em 1990 as Ilhas Cook assinaram um tratado com a França, o qual delimitava a fronteira entre as Ilhas Cook e a Polinésia Francesa.
Em 13 de Junho de 2008, uma pequena maioria de membros do Clã de Ariki, fez um protesto, clamando pela dissolução das eleições governamentais e querendo tomar o controle da liderança do país. "Basicamente nós estamos dissolvendo a liderança do primeiro ministro e do ministério", explicou o chefe Makea Vakatini Joseph Ariki. Um estudioso das Ilhas Cook sugeriu que os Ariki estavam tentando recuperar o seu prestígio tradicional ou mana O Primeiro Ministro Jim Marurai descreveu isso como um movimento "infundado e sem bom senso". Em 23 de Junho, a situação aparentava estar normalizada, com os membros do Clã Ariki aceitando retornar aos seus deveres regulares.